# Araki Mitsutarō
Araki Mitsutarō (jap. 荒木 光太郎; * 18. Mai 1894; † 29. September 1951) war ein japanischer Volkswirtschaftler.

## Leben
Araki Mitsutarō wurde am 18. Mai 1894 als Sohn des Malers Araki Jippo geboren. Er hielt sich eine Zeit lang an der Friedrich-Wilhelms-Universität in Berlin auf.
Araki Mitsutarō wurde 1927 zum Professor an der Fakultät für Agrarwissenschaften an der Kaiserlichen Universität Tokio berufen. Im Jahre 1937 traf er sich in Tokio mit Eduard Spranger. In Berlin war er in den Jahren 1938 und 1939 Leiter des Japaninstitutes. Im darauffolgenden Jahr hatte Araki eine führende Position am japanisch-deutschen Institut in Tokio inne, in Nachfolge von Tomoeda Takahiko.
Er starb am 29. September 1951.

## Werke
- 墺太利学派経済学, 1929
- 貨幣制度概説, 1933
- 現代貨幣問題, 1935
- Währungsreformprobleme in Mandschukuo und China, Kaizô Sha Verlag, 1936
- 貨幣概論, 1936
- 動揺期の金融学説, 1938
- 货币与物价, 1942